# Hans-Georg Esch
|  | Dieser Artikel wurde auf der Qualitätssicherungsseite des Projekts Bildende Kunst eingetragen. Die Mitarbeiter der QS-Bildende Kunst arbeiten daran, die Qualität der Artikel aus dem Themengebiet Kunst auf ein besseres Niveau zu bringen. Bitte hilf mit, die Mängel dieses Artikels zu beheben und beteilige Dich an der Diskussion. |

Hans-Georg Esch, häufig HGEsch, (* 1964 in Neuwied) ist ein deutscher Architekturfotograf und Autor.

## Leben
Hans-Georg Esch absolvierte eine klassische Fotoausbildung. Seit 1989 arbeitet er als freischaffender Architekturfotograf für nationale und internationale Architekturbüros.
Neben Auftragsarbeiten ist dabei ein eigenständiges Werk freier künstlerischer Arbeit entstanden. Dabei entstanden in mehreren Buchpublikationen veröffentlichte Serien wie Megacities, City and Structure oder Cities Unknown, die sich mit westlichen und asiatischen Megastädten beschäftigen. Mit der Serie Beton am Berg widmet sich Esch dem Land Liechtenstein. Seine künstlerische Auseinandersetzung mit der Landschaft und dem Baugeschehen des Fürstentums wurde 2016 in einem Bildband veröffentlicht. Zu seinen jüngsten Publikationen gehört die Reihe Gallery Works mit aktuell drei Bänden, die ausgewählte Arbeiten von Berliner Bundesbauten, Baustellen, städtebaulichen Ansichten und Detailaufnahmen zeigen, ferner das Buch HGEsch Polaroids, das zur gleichnamigen Ausstellung im April 2019 erschienen ist, und das im Oktober 2020 bei TeNeues erschienene Buch advancing horizons, das Skylines und Cityscapes auf der ganzen Welt zeigt.
Neben der Fotografie widmet sich Esch mittlerweile vermehrt auch dem Film; gemeinsam u. a. mit dem Filmemacher Oliver Schwabe und der Field-Recordings filmproduktion hat er bereits zahlreiche Filme von Architekturen auf der ganzen Welt realisiert, die er vor allem für Architekturbüros produziert. Die Filme wurden in Ausstellungen, wie der Architekturbiennale in Venedig, im Nationalmuseum China, im Kunstmuseum Liechtenstein, im Rahmen des Hamburger Architektursommers und auf Filmfestivals, wie dem Master of Art Film Festival in Sofia, ebenso gezeigt wie im Fernsehen.
Esch lebt und arbeitet in Hennef.

## Ausstellungen (Auswahl)
- 2009: Megacities Installation Dauerausstellung - Plange Mühle, Ingenhoven Architekten Düsseldorf
- 2009: City and Structure, Aedes Architekturforum Berlin
- 2010: 30/30 - 30 Projekte in 30 Tagen. HGEsch fotografiert HENN, Aedes Architekturforum Berlin
- 2011: Hoch Haus Wunsch und Wirklichkeit, Museum für Gestaltung Zürich
- 2012: Cities unknown, Rheinauhafen Köln
- 2012: Köln-Peking / Peking-Köln, Historisches Archiv der Stadt Köln
- 2012: Cities unknown, Bi-City Biennale in Hong Kong und Shenzhen
- 2014: Cities unknown, MDR Magdeburg
- 2014: BER - Architekturbiennale mit Gerber Architekten in Venedig
- 2015: Chinaflug, Chinesische Botschaft Berlin
- 2015/2016: Wie Leben - Zukunftsbilder Gestern und heute, Wilhelm-Hack-Museum Ludwigshafen
- 2016/2017: Beton am Berg, Kunstmuseum Liechtenstein
- 2017: On the Edge of Photography, Gruppenausstellung in der Städtischen Kunstgalerie Mykonos
- 2018: Vedute Mundi. Panoramen der Welt von HGEsch, in Kooperation mit dem Goethe-Institut Belgrad, Atelje blanc/blank Belgrad im Rahmen des Belgrade Photo Month
- 2018: The Second Image of Silk Road, Gruppenausstellung im Rahmen der Tianshui Photography Biennale
- 2020: PROCESS ARCHITECTURE – A Photographic Research of Global Building Sites, Euroboden Architekturkultur in Berlin
- 2020/21: House and Horizon - Transformations, Aedes Architekturforum Berlin
- 2022: H.G. Esch. Architekturfotografie, Kaune Gallery, Köln
- 2024: Pompeji, eine Rotunde mit 360-Grad-Panorama auf dem Neumarkt, Köln

## Bücher
- mit Wolfram Hagspiel: Villen im Kölner Süden: Rodenkirchen, Sürth, Weiß und Hahnwald. Bachem, Köln 2012, ISBN 978-3-7616-2488-3
- mit Lingyuan Leo: Köln-Peking, Peking-Köln. Quadriga, Köln 2012, ISBN 978-3-86995-044-0
- mit Werner Schäfke, Carsten Laschet, August Sander Karl-Hugo Schmölz: Brücken-Stadt Köln: Fotografien von 1900 bis heute. Bachem, Köln 2014, ISBN 978-3-7616-2483-8
- 100 Views - HVB-Tower Munich by HGEsch. Verlag Kettler, Dortmund 2016, ISBN 978-3-86206-630-8
- Beton Am Berg. Verlag Kettler, Dortmund 2016
- HGEsch Construction Sites. (Gallery Works, Bd. 1), Ernst Wasmuth Verlag, Berlin 2017
- HGEsch Berlin Changes. (Gallery Works, Bd. 2), Ernst Wasmuth Verlag, Berlin 2017
- HGEsch Miscellaneous Works. (Gallery Works, Bd. 3), Ernst Wasmuth Verlag, Berlin 2017
- Advancing Horizons. teNeues Verlag, 2020
- Merck Innovation Center. Ernst Wasmuth Verlag, Berlin 2018
- mit Heinrich Heidersberger: Restlicht: das Verwaltungsgebäude der Osram GmbH München/dokumentiert zwischen 1965 und 2018 von Heinrich Heidersberger und HGEsch.  Wasmuth & Zohlen, Berlin 2021, ISBN 978-3-8030-2217-2
- Pompeji. Der architektonische Blick. Katalog Aedes Architekturforum Berlin (deutsch, englisch), Verlag der Buchhandlung Walther und Franz König, Köln 2024, ISBN 978-3-7533-0740-4.